# Кортес, Оскар
Оскар Фернандо Кортес Корредор (исп. Óscar Fernando Cortés Corredor; родился 19 октября 1968 года в Боготе) — колумбийский футболист, защитник. Известен по выступлениям за клуб «Мильонариос». В составе сборной Колумбии провёл 3 встречи.

## Карьера

### Клубная
Кортес начал профессионально выступать за столичный «Мильонариос» с 1990 года. Играл за этот коллектив до начала 2000-х, был капитаном команды, в 2000 году участвовал в финале Кубка Мерконорте, а в 2001 году стал победителем данного турнира. Сезон 1995/96 Кортес отыграл за другую колумбийскую команду — «Депортиво Кали». Вместе с ней защитник выиграл чемпионат страны. После завершения карьеры оставался в структуре «Мильонариоса».

### В сборной
Пасо провёл за сборную Колумбии только 3 матча: 1 в основном составе, 2 раза выходил на замену. Футболист ездил на Кубок Америки по футболу 1993 в Эквадор, где колумбийцы взяли бронзовые медали. Также он был включён в заявку на Чемпионат мира по футболу 1994 в США, где его соотечественники не вышли из группы А.